# Фернан Шарпен
Ферна́н Шарпе́н (фр. Fernand Charpin; нар. 1 червня 1887, Марсель, Франція — 6 листопада 1944, Париж, Франція) — французький театральний та кіноактор.

## Біографія
Фернан Шарпен народився 1 червня 1887 року в Марселі в сім'ї жандарма на станції Екс-ан-Прованс. Під час Першої світової війни брав участь у бойовик діях у званні сержанта піхоти; перебував у полоні протягом кількох місяців.
Після навчання в Консерваторії Фернан Шарпен почав акторську кар'єру в театрі, виступаючи в класичному репертуарі, і згодом став одним з провідних акторів театру Одеон. Після знайомства у 1928 році з Ремю і Марселем Паньолем зіграв з успіхом одну зі своїх найвідоміших ролей, Оноре Панісса, у п'єсі Паньоля «Маріус». Коли у 1931 році Паньоль вирішив адаптувати свою марсельську трилогію в кіно, у 1931 році Шарпен дебютував в кіно, зігравши роль Панісса спочатку в «Маріусі» (реж. Александр Корда), а потім у «Фанні» (1932, реж. Марк Аллегре) і «Сезарі» (1936, реж. Марсель Паньоль).
Наприкінці 1930-х років Фернан Шарпен зіграв ролі ще у трьох фільмах М. Паньоля: «Шпунц» (1938), «Дружина пекаря» (1938) та «Донька землекопа» (1940). Знімався також у Жана Ренуара («Берлінго і Ко», 1932) та Жульєна Дювів'є («Славна компанія» та «Пепе ле Моко», 1936).
Фернан Шарпен раптово помер 6 листопада 1944 року, у віці 57-ми років, через кілька місяців після звільнення Франції, піднявшись сходами на сьомий поверх свого будинку з хворим серцем, коли ліфт було зупинено через обмеження електроенергії.

## Особисте життя
Фернан Шарпен був одружений з 28 січня 1913 року на акторці Габріель Дулсе.

## Фільмографія (вибіркова)
| Рік  |   | Українська назва      | Оригінальна назва                     | Роль                                          |
| ---- | - | --------------------- | ------------------------------------- | --------------------------------------------- |
| 1931 | ф | Маріус                | Marius                                | Оноре Панісс                                  |
| 1932 | ф | Фанні                 | Fanny                                 | Оноре Панісс                                  |
| 1933 | ф | Шотар і компанія      | Chotard et Cie                        | Шотар                                         |
| 1933 | ф | Війна вальсів         | La guerre des valses                  | Жозеф Ланнер                                  |
| 1933 | ф | Папріка               | Paprika                               | Урбан                                         |
| 1933 | ф | Зять пана Пуарьє      | Le gendre de Monsieur Poirier         | Верделе                                       |
| 1934 | ф | Сафо                  | Sapho                                 | Сезар                                         |
| 1934 | ф | Потяг о 18.47         | Le train de huit heures quarante-sept | Гурлуре                                       |
| 1934 | ф | Три моряки            | Trois de la marine                    | комендант                                     |
| 1934 | ф | Тартарен із Тараскона | Tartarin de Tarascon                  | Бравіда                                       |
| 1935 | ф | Прекрасні днинки      | Les beaux jours                       | власник готелю                                |
| 1935 | ф | Михайло Строгов       | Michel Strogoff                       | Алкід Жоліве                                  |
| 1936 | ф | Славна компанія       | La belle équipe                       | жандарм                                       |
| 1936 | ф | Севільський цирульник | Le barbier de Séville                 | Базіль                                        |
| 1936 | ф | Сезар                 | César                                 | Оноре Панісс                                  |
| 1936 | ф | Пепе ле Моко          | Pépé le Moko                          | Режис                                         |
| 1937 | ф | Ігнатій               | Ignace                                | полковник Дюросьє                             |
| 1937 | ф | Бальтазар             | Balthazar                             | Ле Гак                                        |
| 1937 | ф | Одна ніч в Марселі    | Un soir à Marseille                   | комісар Лампен                                |
| 1938 | ф | Шпунц                 | Le schpountz                          | дядечко Батист Фабр                           |
| 1938 | ф | Дрібниця              | Le petit chose                        | мосьє П'єротт                                 |
| 1938 | ф | Дружина пекаря        | La femme du boulanger                 | Маркіз де Кастав Венелле                      |
| 1938 | ф | Освіта принца         | Éducation de prince                   | Оноре                                         |
| 1938 | ф | Бунтар                | Le révolté                            | батько Пімаї                                  |
| 1939 | ф | Заручники             | Les otages                            | Бемонт, чоловік                               |
| 1939 | ф | Берлінго і Ко         | Berlingot et compagnie                | Віктор Февр, купець                           |
| 1939 | ф | Рай злодіїв           | Le paradis des voleurs                | Жуль Рабастен                                 |
| 1939 | ф | Паризькі вихори       | Tourbillon de Paris                   | Шарбоньє                                      |
| 1939 | ф | Шлях честі            | Le chemin de l'honneur                | хрещений батько                               |
| 1940 | ф | Великий стрибок       | Le grand élan                         | дядько Жюстін, охоронець готелю               |
| 1940 | ф | Донька землекопа      | La fille du puisatier                 | Андре Мазель                                  |
| 1940 | ф | У дивовижну ніч       | La nuit merveilleuse                  | господар                                      |
| 1940 | ф | Солом'яний капелюшок  | Un chapeau de paille d'Italie         | Бопертюуа                                     |
| 1941 | ф | 40-й рік              | L'an 40                               |                                               |
| 1941 | ф | Дивна Сюзі            | L'étrange Suzy                        |                                               |
| 1941 | ф | Зоряна молитва        | La prière aux étoiles                 | Еваріст, власник готелю                       |
| 1942 | ф | Нерозбірливий підпис  | Signé illisible                       | бригадир Дюкро                                |
| 1942 | ф | Арлезіанка            | L'arlésienne                          | Франсе Мамаї                                  |
| 1942 | ф | Синя вуаль            | Le voile bleu                         | Еміль Перретт                                 |
| 1943 | ф | Після грози           | Après l'orage                         | Сабін                                         |
| 1943 | ф | Двоє боязких          | Les deux timides                      | мосьє ван Путзебум                            |
| 1943 | ф | Севілійка             | La sévillane                          | дядько Луї                                    |
| 1943 | ф | Біла вантажівка       | Le camion blanc                       | Курбасьє, фр. le conseiller des gitans du Sud |
| 1943 | ф | Містраль              | Le mistral                            | кюре                                          |
| 1943 | ф | Роквілари             | Les Roquevillard                      | Антоніо Сікарді                               |
| 1943 | ф | Секрет мадам Клапен   | Le secret de Madame Clapain           | доктор Джуд                                   |
| 1943 | ф | Ці з узбережжя        | Ceux du rivage                        | Кловіс                                        |
| 1943 | ф | Кавалькада годин      | La cavalcade des heures               | мосьє Моріс                                   |
| 1944 | ф | Острів любові         | L'île d'amour                         | чоловік                                       |
| 1944 | ф | Наречена пітьми       | La fiancée des ténèbres               | Фонтвієль                                     |
| 1944 | ф | Підвали Мажестика     | Les caves du Majestic                 | Слідчий суддя                                 |
| 1946 | ф | Останній су           | Le dernier sou                        | Колон                                         |